# Màfia albanesa

Mapa dels principals productors d'heroïna. A partir de la Guerra de Kosovo les màfies albaneses van controlar la majoria de les rutes del narcotràfic de opiacei cap a Occident.

La màfia albanesa o el crim organitzat albanès són els termes generals utilitzats per referir-se a diverses organitzacions criminals amb base a Albània, Kosovo o altres territoris de majoria albanesa, o compostes per integrants d'ètnia albanesa, conegudes per la seva ferocitat, violència i crueltat. El seu espectre delictiu és molt actiu als Estats Units i la Unió Europea, ja que participen en una àmplia gamma d'activitats com a tràfic de drogues, d'armes i de persones. Encara que el terme "màfia" s'utilitza sovint com una descripció, no implica que totes les activitats criminals albaneses desenvolupades en llocs com la pròpia Albània, Kosovo, Macedònia del Nord i altres llocs estiguin coordinades o regulades per un només òrgan.

## Història
La delinqüència organitzada albanesa té les seves arrels en els tradicionals clans familiars anomenats Fis. Des d'aproximadament el segle xv, sota el mandat del príncep Lekë Dukagjini, els clans van operar sota un conjunt de lleis conegut com a Kanun, que significa literalment codi en albanès. Cada clan governava i controlava una determinada zona, la qual cosa a vegades va donar lloc a violència, venjances familiars conegudes com a gjakmarrja. Els principis del Kanun van donar origen a la delinqüència organitzada albanesa, la qual cosa complica molt les possibles infiltracions per part de les forces de la llei.
La màfia va desenvolupar les seves activitats al mercat negre sota el règim comunista d'Enver Hoxha. Després del col·lapse del comunisme a la dècada de 1980, les noves relacions d'Albània amb la resta del món van conduir a l'expansió dels seus grups de delinqüència organitzada a nivell internacional.
La Guerra de Kosovo va exercir un paper clau en l'expansió de la màfia albanesa per tot Europa. Tradicionalment, l'heroïna havia estat transportada a l'Europa occidental a través de Turquia, Sèrbia, Croàcia i Eslovènia. Aquesta ruta es va tancar a conseqüència de les Guerres Balcàniques, i les bandes albaneses van quedar en una posició ideal per garantir les rutes segures a través de la zona de guerra, al principi només ajudant a altres grups de narcotràfic, però amb el temps van adquirir la suficient importància com per fer-se càrrec per si sols del negoci. Una base clau de les operacions va ser Veliki Trnovac, al sud de Sèrbia, que ràpidament va rebre el sobrenom de "Medellín dels Balcans". En arribar la guerra a Kosovo, l'ètnia albanesa de la província sèrbia es va afegir a la llista de nacions qualificades amb l'estatus de "refugiats". Atès que era impossible distingir als albanesos de Kosovo de la resta, els delinqüents van aprofitar la situació per estendre's ràpidament per tot Europa, en primer lloc a les comunitats emigrants albaneses d'Alemanya i Suïssa, monopolitzant el tràfic d'heroïna.
Malgrat que les activitats d'aquestes bandes abasten des del tràfic d'armes i el de persones a la falsificació, la delinqüència organitzada albanesa ha adquirit més notorietat pel tràfic de drogues. Alguns albanesos, d'acord amb funcionaris federals de la DEA nord-americana, són comerciants clau en la "connexió dels Balcans", la ruta de l'heroïna Istanbul-Belgrad. Funcionaris de la DEA estimen que, si bé és menys coneguda que les anomenades connexions siciliana i francesa, la "ruta dels Balcans" podria haver intervingut, al voltant de 1985, entre el 25 % i el 40 % de l'oferta d'heroïna als Estats Units.
Segons informacions aparegudes a la fi de 2009, la màfia albanesa mou un terç de l'economia d'Albània.

### Relació amb l'UÇK
La naturalesa de la relació entre el grup armat Exèrcit d'Alliberament de Kosovo (UÇK) i el crim organitzat albanès ha estat un tema controvertit. Durant la dècada de 1990 l'UÇK fou vist per molts, incloent-hi el personal del Govern nord-americà, com una organització que lluitava per la llibertat i els drets dels albanesos, mentre que uns altres van al·legar que era un grup de terroristes finançats i dirigits per Washington DC. Per exemple, el senador Joe Lieberman va dir en relació amb aquest tema: "Els Estats Units i l'Exèrcit d'Alliberament de Kosovo lluiten pels mateixos valors i principis (...) la lluita de l'UÇK és la lluita pels drets humans i els valors nord-americans". En 1999, el Comitè de Política del Senat dels Estats Units va accentuar les acusacions generalitzades de connexions criminals de l'UÇK, afirmant que "una part important de les finances de l'UÇK deriven de xarxes delictives, sobretot producte del tràfic de drogues".